# Verbod op levensbeschouwelijke tekens
Een verbod op levensbeschouwelijke tekens is een verbod op het dragen van zichtbare religieuze of levensbeschouwelijke tekens in bepaalde situaties, zoals in scholen, bij overheidsdiensten of op het werk. Dergelijke verboden strekken zich uit tot het dragen van een hoofddoek of hidjab, of worden volgens tegenstanders van zo'n verbod soms specifiek hiervoor in het leven geroepen, waardoor men weleens spreekt van een hoofddoekenverbod. Een verschil in behandeling dat rechtstreeks is gebaseerd op godsdienst of overtuiging, zou strijdig zijn met het Europees recht. Een verbod op levensbeschouwelijke tekens verschilt van een verbod op gezichtsbedekkende kleding, ook boerkaverbod genoemd.
Een verbod is omstreden, omdat het specifiek op het dragen van hoofddoeken door islamitische vrouwen lijkt te zijn gericht, terwijl de hoofddoek bij Europese vrouwen bijvoorbeeld in de jaren 50 en 60 nog zeer gebruikelijk was. Dit zou betekenen dat een verbod er niet op neerkomt dat er een hoofddoek wordt gedragen, maar hoe of waarom hij wordt gedragen.
In Vlaanderen werd in 2009 het dragen van levensbeschouwelijke tekens op openbare scholen verboden. In 2007 werd Baas Over Eigen Hoofd! opgericht, een organisatie die opkomt voor het zelfbeschikkingsrecht van vrouwen en meisjes om al dan niet een hoofddoek te dragen. In Frankrijk is het sinds 2004 verboden om op openbare scholen religieuze symbolen te dragen; in 2008 kwam er in Turkije een hoofddoekverbod op universiteiten.
In 2017 oordeelde het Europese Hof van Justitie dat werkgevers hun personeel mogen opdragen om neutrale kleding te dragen, zonder religieuze symbolen.